# Bacia Araguaia-Tocantins

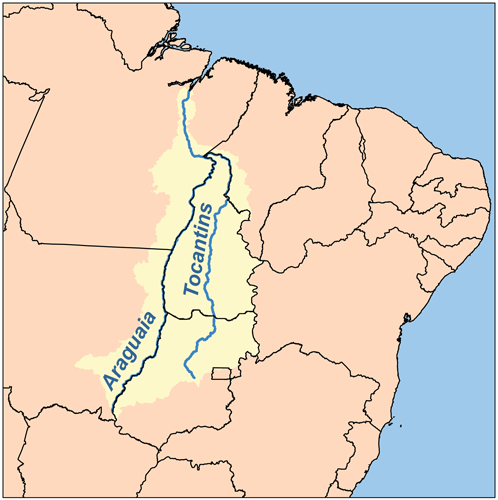
Localização da Bacia do Araguaia-Tocantins.

A bacia hidrográfica Araguaia-Tocantins, ou simplesmente bacia do Tocantins, é uma bacia hidrográfica brasileira, quase inteiramente localizada entre os paralelos 2ºS e 18ºS e os meridianos 46ºW e 56ºW. O principal rio da bacia é o Tocantins, e seu principal afluente é o Araguaia.
A bacia se estende pelos estados de Tocantins e Goiás (58%), Mato Grosso (24%), Pará (13%),  Maranhão (4%), além do Distrito Federal (1%). É a maior bacia hidrográfica totalmente brasileira.
Para fins de gestão de recursos hídricos, está inserida na Região hidrográfica do Tocantins-Araguaia.

## Características gerais
Sua extensão é de aproximadamente 2.500 km, desde a sua origem, na confluência do rio Maranhão com o rio das Almas (Goiás), até a foz, na baía do Marajó (Pará). Tem uma configuração alongada no sentido longitudinal, que segue os dois eixos fluviais – o Tocantins e o Araguaia – que se unem no extremo norte da bacia hidrográfica. O Tocantins desemboca no Golfão Marajoara (ou baía do Marajó), logo após o rio Pará, que corre ao sul da ilha de Marajó, sendo um dos formadores do Grande Estuário da Amazônia. Considera-se o rio Pará como um canal-paraná, isto é, um braço de ligação do rio Tocantins com o delta do rio Amazonas.
O relevo é considerado monótopo, com altitudes variando entre 350m e 500m, exceto nas nascentes, onde chega a mais de 1.000m. Na região de Tucuruí, as altitudes são inferiores a 10m.
A bacia do Tocantins-Araguaia é a segunda em produção de energia do Brasil. A descarga média da bacia hidrográfica, em Tucuruí, é estimada em 12.000 m³/s, sendo a contribuição dos rios Araguaia e Tocantins similares, e a do rio Itacaiúnas, bastante inferior (600m³/s).
A bacia abrange de aproximadamente 767.000km² (cerca de 7,5% do território nacional) distribuída, principalmente entre os rios Araguaia
(382.000 km²), Tocantins (343.000 km²) e Itacaiúnas (42.000 km²), o maior contribuinte do curso inferior  do Tocantins.
Seus limites são:
- Sul -  bacias do Paraná – Paraguai,
- Oeste  - Bacia do Xingu
- Leste - Bacia do São Francisco
- Nordeste - Bacia do Parnaíba

Os principais biomas da região são a Amazônia ao norte e o Cerrado ao sul. Apesar de ser uma região de pequena densidade populacional, alguns fatores contribuíram para a devastação destes biomas, como a construção da rodovia Belém-Brasília, a Usina hidrelétrica de Tucuruí e a expansão das atividades agropecuárias e de mineração. O maior aglomerado urbano da bacia é formado pela Região Metropolitana de Belém, no Pará.

## Sub-bacia Tocantins

Foz do Tocantins, na baía de Marajó.

Maior das sub-bacias, a nascente do seu tronco, o rio Tocantins, localiza-se na nascente no estado de Goiás, ao norte de Brasília. Os formadores do Tocantins são os rios Paranã e Maranhão.
O Tocantins compõe a paisagem do Planalto Central do Brasil. A vegetação de  cerrado recobre 76% da sub-bacia. A área correspondente ao  curso inferior do Tocantins, assim como a bacia do Itacaiúnas, é coberta pela floresta amazônica.
O rio Tocantins nasce no Escudo Brasileiro e flui na direção norte por cerca de 2.500 km até desaguar junto ao Delta do Amazonas, na baía do Marajó, nas proximidades de Belém.
Após receber as águas da sub-bacia do Araguaia, a maior drenagem recebida vem da sub-bacia do Itacaiúnas. 

## Sub-Bacia Araguaia
A sub-bacia do rio Araguaia, com área de 86.109 km², está situada a noroeste de Goiás  e abrange 49 municípios do Estado, entre eles, São Miguel do Araguaia, Crixás e Goiás Velho.
O rio Araguaia nasce na serra do Caiapó, na zona rural do município de Mineiros (GO), em um ponto situado bem próximo à tríplice divisa entre os estados de Goiás, Mato Grosso e Mato Grosso do Sul, e também aos limites do Parque Nacional das Emas. A nascente do rio Araguaia possui uma altitude de 850 m, sendo que o rio percorre uma extensão total de 2.115 km até desaguar no rio Tocantins, entre os municípios de Esperantina (TO) e São João do Araguaia (PA). A sua bacia de captação e drenagem totaliza 382.000 km², e os seus principais afluentes dentro do território goiano são: rio Água Limpa, rio Babilônia, rio Caiapó, rio Claro, rio Crixás Açu, rio Crixás Mirim, rio do Peixe I, rio do Peixe II, rio Pintado, rio Matrixã, rio Vermelho.
No sudoeste do estado do Tocantins, o rio Araguaia e o rio Javaés formam a Ilha do Bananal, a maior ilha fluvial do mundo.
O Araguaia é navegável por cerca de 1.160 km, entre São João do Araguaia e Beleza, porém não há centro urbano importante, nesse trecho.
O clima é de natureza continental tropical, devido à sua posição continental, não sofrendo o efeito direto da confluência intertropical. Apresenta-se semiúmido com tendência a úmido caracterizando-se, segundo Köppen, no tipo Aw, de savanas tropicais, com quatro a cinco meses secos.
As características climatológicas predominantes da região são:
- Precipitação média anual se situa em cerca de 1.600 mm;
- Período chuvoso é de outubro a abril, com maio sendo o mês de transição para o período seco que vai de junho a setembro.

As temperaturas médias anuais na região diminuem à medida que aumenta a latitude, situando-se, para as bacias dos rios Javaés e Formoso, entre os valores de 24 e 25°C. As baixas amplitudes térmicas verificadas são devido às características topográficas da região, tipicamente de planície.
Os municípios incluídos na Bacia do rio Araguaia, no estado de Goiás, são: Alto Horizonte, Amaralina, Amorinópolis, Aragarças, Araguapaz, Arenópolis, Aruanã, Aurilândia, Baliza, Bom Jardim de Goiás, Bonópolis, Britânia, Buriti de Goiás, Cachoeira de Goiás, Caiapônia, Campos Verdes, Córrego do Ouro, Crixás, Diorama, Doverlândia, Faina, Fazenda Nova, Goiás, Guaraíta, Guarinos, Iporá, Israelândia, Itapirapuã, Ivolândia, Jaupaci, Jussara, Matrinchã, Moiporá, Montes Claros de Goiás, Mossâmedes, Mozarlândia, Mineiros, Mundo Novo, Nova Crixás, Nova Iguaçu de Goiás, Novo Brasil, Novo Planalto, Palestina de Goiás, Piranhas, Sanclerlândia, Santa Fé de Goiás, Santa Rita do Araguaia, Santa Terezinha de Goiás e Uirapuru.

## Juntos pelo Araguaia
É um projeto lançado pelo governo federal, em parceria com os governos dos estados de Goiás e Mato Grosso, que visa à promoção de ações de reflorestamento e recomposição florestal, além de proteção e preservação de nascentes e do solo para que a água da bacia do Araguaia não seja contaminada. Para isso o projeto foca em atos como implantação de saneamento em cidades da região. Ainda se prevê implatação de bacias de contenção de águas de chuvas e sedimentos, terraceamento de pastagens.